# Vaceuchelus profundior
Vaceuchelus profundior is een slakkensoort uit de familie van de Chilodontaidae. De wetenschappelijke naam van de soort is voor het eerst geldig gepubliceerd in 1915 door May.